# Wanbyeokhan ta-in
Wanbyeokhan ta-in (완벽한 타인?) è un film sudcoreano del 2018 diretto da J.Q. Lee.
Si tratta di uno dei tanti remake del film italiano del 2016 Perfetti sconosciuti diretto da Paolo Genovese.